# Paula Ramos Esporte Clube
Paula Ramos Esporte Clube é um clube desportivo brasileiro, sediado na cidade de Florianópolis, no estado de Santa Catarina.
Suas cores são preto, vermelho e branco.

## História
O Paula Ramos foi fundado no dia 15 de dezembro de 1937, nas areias da Praia de Fora (atual Beira-Mar Norte). O clube fora inicialmente criado para a prática da natação. Seus fundadores foram: Porfírio Almeida Gonçalves, João Cristakis, Moacir Schtell, Júlio Ferreira Lobo, Arnoldo Sabino, Adolfo Monteiro Pinto, Rubens Sabino, Abelardo Rupp, Jonas de Oliveira, Dionísio Freitas, Osval Pereira Baixo, Olímpio Monteiro Pinto, Bruno Boos, Adolfo Boos, João José Cunha e Antônio Araújo Figueiredo.
O nome do clube foi sugerido por Dionísio Freitas, em homenagem ao local em que os fundadores da agremiação realizavam suas reuniões, o trapiche Vitorino Paula Ramos. O primeiro presidente do Paula Ramos foi Porfírio Gonçalves, tendo Francisco Melo como vice. 
No futebol, entre 1937 e 1943, o Paula Ramos participou apenas de competições amadoras. Profissionalizou-se em 1944. Tornou-se bicampeão Citadino de Florianópolis, em 1947 e 1948. Em 1948, foi vice-campeão estadual.
Em 1959, obteve a maior conquista de sua história: o Campeonato Catarinense de 1959.

## Títulos
- Campeonato Catarinense: 1959.
- Campeonato Citadino de Florianópolis: 1947, 1948, 1956[1], 1961, 1962 e 1964.
- Torneio Início de Florianópolis: 1954 e 1956